# Réforme du code du travail en 2017
Lire en ligne

Ordonnance no 2017-1385 du 22 septembre 2017 relative au renforcement de la négociation collective
Ordonnance no 2017-1386 du 22 septembre 2017 relative à la nouvelle organisation du dialogue social et économique dans l’entreprise et favorisant l’exercice et la valorisation des responsabilités syndicales
Ordonnance no 2017-1387 du 22 septembre 2017 relative à la prévisibilité et la sécurisation des relations de travail
Ordonnance no 2017-1388 du 22 septembre 2017 portant diverses mesures relatives au cadre de la négociation collective
Ordonnance no 2017-1389 du 22 septembre 2017 relative à la prévention et à la prise en compte des effets de l'exposition à certains facteurs de risques professionnels et au compte professionnel de prévention

La réforme du code du travail du gouvernement Philippe (ou loi Pénicaud ou encore loi Travail 2) est une réforme du code du travail français proposée par le gouvernement Édouard Philippe à la suite de l'élection d'Emmanuel Macron à la présidence de la République française en mai 2017. Cette réforme  fait suite à la Loi relative au travail, à la modernisation du dialogue social et à la sécurisation des parcours professionnels, dite loi El Khomri ou loi Travail, adoptée en août 2016. Elle a été annoncée par le candidat Emmanuel Macron lors de la campagne pour l'élection présidentielle française de 2017.

## Contexte
Lors de la campagne électorale pour l'élection présidentielle française de 2017, Emmanuel Macron a annoncé vouloir aller plus loin que la loi El Khomri (votée en 2016) et poursuivre la réforme du code du travail. En particulier, Emmanuel Macron a annoncé vouloir légiférer par ordonnance sur trois points :
- l'extension de la primauté de l'accord d'entreprise sur l'accord de branche dans le domaine des salaires ;
- le plafonnement des indemnités prud'homales en cas de licenciement abusif ;
- la fusion des postes de représentants du personnel[2],[3].

## Chronologie
Au cours de la campagne présidentielle, Emmanuel Macron avait déclaré qu'il fallait élargir « le champ de la négociation collective au niveau de l'entreprise à d'autres domaines ».
Des fuites dans la presse, dans Le Parisien le 12 mai puis dans Libération début juin, donnent des indications sur les réformes envisagées. 
Le 6 juin 2017, la ministre du Travail, Muriel Pénicaud, a présenté les grandes orientations de la réforme aux syndicats,.
Le 20 juin, le Premier ministre, Édouard Philippe, laisse entendre dans une intervention sur une radio que le modèle du contrat à durée indéterminée de chantier pourrait être repris pour assouplir le CDI. Ce chantier n'avait pas été annoncé lors de la campagne présidentielle.
Le projet de loi d'habilitation à prendre par ordonnances les mesures pour le renforcement du dialogue social a été déposé à la présidence de l'Assemblée nationale le 29 juin 2017. Le texte contient neuf articles. 
Le projet de loi a été adopté par la commission des Affaires sociales de l'Assemblée le 6 juillet. Le texte a été rejeté par les élus du groupe La France insoumise et du groupe Nouvelle Gauche et votée par les députés de La République en Marche et du groupe Les Républicains.
Du 6 juin au 21 juillet 2017, des temps de concertation se poursuivent avec les organisations syndicales et patronales.
La loi d'habilitation est adoptée par le Parlement le 2 août 2017 et promulguée le 15 septembre 2017 ;
Le 31 août, le gouvernement présente cinq ordonnances  :
1. Ordonnance relative au renforcement de la négociation collective.
2. Ordonnance relative à la nouvelle organisation du dialogue social et économique dans l’entreprise et favorisant l’exercice et la valorisation des responsabilités syndicales.
3. Ordonnance relative à la prévisibilité et la sécurisation des relations de travail.
4. Ordonnance portant diverses mesures relatives au cadre de la négociation collective.
5. Ordonnance relative au compte professionnel de prévention.

Les ordonnances sont ensuite ratifiées par la loi du 29 mars 2018.

## Contenu de la réforme

### Indemnités légales et prud’homales de licenciement
Les indemnités légales de licenciement sont augmentées à 25 % de mois de salaire par année d’ancienneté, elles étaient initialement fixées à 20 %.
Les indemnités prud'homales fixées par le tribunal en cas de licenciement abusif deviennent plafonnées en fonction de l’ancienneté. Un salarié pourra obtenir au maximum vingt mois de salaire après trente ans de présence dans l'entreprise. Pendant les dix premières années, ce plafond sera plus ou moins d'un mois par année d'ancienneté (détail dans le tableau ci dessous). Par la suite, il augmentera d'un demi-mois par an. Les ordonnances fixent également un plancher de trois mois de salaire après deux ans d’ancienneté (et d'un mois pour un an d’ancienneté).
| Ancienneté (années complètes)                 | 0 | 1   | 2   | 3 | 4 | 5   | 6   | 7 | 8 | 9   | 10  | De 10 à 30 |
| --------------------------------------------- | - | --- | --- | - | - | --- | --- | - | - | --- | --- | ---------- |
| Plafond (mois de salaire brut)                | 1 | 2   | 3   | 4 | 5 | 6   | 7   | 8 | 8 | 9   | 10  | +0,5 /an   |
| Plancher (mois de salaire brut)               | 0 | 1   | 3   | 3 | 3 | 3   | 3   | 3 | 3 | 3   | 3   | 3          |
| Plancher (entreprise de moins de 11 salariés) |   | 0,5 | 0,5 | 1 | 1 | 1,5 | 1,5 | 2 | 2 | 2,5 | 2,5 | 3          |

Certains cas de discrimination ne sont pas concernés par ce plafonnement, mais pas tous : en effet, le plafonnement s'appliquera également aux cas de manque de disponibilité en raison de la situation de famille ou en raison d’un handicap.

### Négociations dans les petites et moyennes entreprises
Le projet de loi prévoit une négociation possible directement entre le chef d’entreprise et ses employés pour les petites entreprises ne dépassant pas onze salariés et sans élus du personnel. Toutefois les questions abordées ne concerneront pas les accords de branche. L'accord sera effectif avec un vote à la majorité. Ce dispositif concernera aussi les entreprises entre onze et vingt salariés.
Dans les entreprises de moins de 50 salariés les chefs d'entreprises pourront négocier avec un élu du personnel sur l’ensemble des sujets. Initialement ils devaient négocier avec un représentant désigné par les syndicats, or selon le gouvernement 96 % de ces entreprises n'ont pas de représentants syndicaux.

### Fusion des instances représentatives du personnel
La fusion de trois des instances représentatives du personnel s'effectuera avec un accord d'entreprise. Le Comité social et économique (CSE) devient l'unique instance représentative du personnel pour les entreprises de 11 salariés et plus à partir de 2018. Elle remplace les anciennes instances représentatives suivantes : délégués du personnel, comité hygiène sécurité et conditions de travail (CHSCT) et comité d’entreprise.

### Suppression de critères sur la reconnaissance de la pénibilité au travail
La réforme comprend la suppression de quatre des dix critères (manutention manuelle de charges lourdes, postures pénibles, vibration mécaniques et risques chimiques) donnant droit au compte personnel de prévention de la pénibilité.

### Accord de compétitivité
L'accord de compétitivité, nommé aussi « accord de performance collective », permet à une entreprise d'améliorer sa compétitivité en jouant notamment sur la durée du travail, sur sa répartition, et sur les rémunérations. Une fois que l'accord est passé avec les syndicats, les nouvelles dispositions deviennent immédiatement applicables, et se substituent automatiquement à toute clause contraire ou incompatible du contrat de travail des salariés. Chaque salarié dispose alors d'un mois pour refuser ou accepter les nouvelles clauses de son contrat de travail. S'il refuse, l'employeur peut le licencier, et le licenciement sera considéré comme ayant une cause réelle et sérieuse. Ce type d'accord peut être utilisé pour préserver l'emploi lorsque l'entreprise est sur un secteur concurrentiel,,.

## Attitude des syndicats de salariés
Les principaux syndicats sont divisés face au projet de loi de réforme du droit de travail. La réforme  réactive les manifestations anti-Loi Travail mais à une échelle moins importante qu'en 2016.

### Confédération française démocratique du travail (CFDT)
Laurent Berger de la CFDT se dit déçu des propositions du gouvernement, il regrette en particulier la possibilité pour les salariés des petites entreprises de pouvoir négocier directement avec le chef d'entreprise et ce sans syndicat : « Les salariés sont assez grands pour décider d'un certain nombre de choses eux-mêmes, mais ils ont besoin d'être accompagnés. Le monde du Travail, c'est pas le monde des Bisounours ». Toutefois il n'envisage pas d'aller manifester dans la rue au côté de la CGT, préférant poursuivre le dialogue.

### Confédération française des travailleurs chrétiens (CFTC)
Philippe Louis, président de la CFTC, considère que l'« on a évité le pire » par exemple en laissant à la branche son rôle régulateur.

### Confédération générale du travail (CGT)
Pour Philippe Martinez de la CGT, ce projet signerait « la fin du contrat de travail ». Il considère que c'est la continuité de la loi El Khomri d'août 2016 et appelle à manifester le 12 septembre. Cet appel est soutenu et repris par les syndicats SUD, FSU, CNT ; des partis de gauche et d'extrême gauche (PCF, LO et NPA) ; les associations Alternative Libertaire (AL) et Attac ; le MJS...

### Confédération générale du travail - Force ouvrière (FO)
Le 30 août 2017, Jean-Claude Mailly, secrétaire général de Force Ouvrière (FO), annonce que son syndicat n'appellera pas à participer aux grèves et aux manifestations prévues le 12 septembre auxquelles appelle la Confédération Générale du Travail (CGT). Pour Jean-Claude Mailly : « le modèle social n’est pas remis en cause ». Toutefois, la Fédération des Transports et logistique FO participera à la journée de mobilisation du 12 septembre mais refuse d'être présente lors de la journée de mobilisation du 23 septembre initiée par Jean-Luc Mélenchon.

## Réactions des milieux patronaux
De son côté, le président du Mouvement des Entreprises de France Pierre Gattaz déclare voir le 31 août des « mesures pragmatiques » dans les annonces faites par le gouvernement et parle d'un « message plein d'espoir ».

## Réactions des milieux politiques

### La France insoumise (FI)
Jean-Luc Mélenchon de La France insoumise, évoque « un coup d'État social » et appelle à descendre dans la rue le 23 septembre. Le 31 août, la députée FI Clémentine Autain considère que la loi va « produire plus de travailleurs pauvres, en particulier parmi les femmes et les jeunes, et affaiblira les protections du plus grand nombre ».

### Front national (FN)
Nicolas Bay, secrétaire général du Front national, regrette que le projet donne « un pouvoir considérable aux syndicats ». Selon lui, les accords d'entreprises donnent un supplément de pouvoir aux syndicats contrairement aux accords de branches.

### Les Républicains (LR)
Laurent Wauquiez, vice-président des Républicains, estime que les mesures proposées ne « suffiront pas à redresser la France » mais y voit des avancées positives que son parti défendra. Dans les colonnes du Journal du Dimanche, Xavier Bertrand, président LR de la région Hauts-de-France, juge que « ces ordonnances vont vraiment dans la bonne direction ».

### Parti socialiste (PS)
Gérard Filoche, membre du PS et ancien inspecteur du travail, affirme que le Code du Travail est « passé à l'acide » et conteste que le projet soit « équilibré » entre patrons et travailleurs.

## Analyses

### Salaires
En juin 2018, l'usine PSA de Vesoul fait passer le temps de travail de 35 h à 37 h 45, soit une hausse du temps de travail de travail de 8 % contre une hausse de rémunération de seulement 3,1 %. Ce premier accord utilisant les « accords de performance collective » introduite par les ordonnances est approuvé par FO, la CFTC et la CFE-CGC, et refusé par la CGT.

### Emploi
Les avis des chercheurs sur les effets de ces réformes sur le marché du travail dans le contexte d'une légère reprise en Europe sont contrastés.
Sur l'impact sur le chômage, l'économiste Daniel Cohen estime que la première chose que va faire la réforme est d'augmenter les licenciements et d'augmenter les embauches. Le bilan des uns et des autres est un effet du second ordre, qui va dépendre avant tout de la conjoncture économique globale. C'est donc le turn-over qui va augmenter, et il n'est pas du tout sûr que ce soit particulièrement favorable pour ceux qui sont actuellement dans les statuts les plus précaires.

### Constitutionnalité
Pour Daniel Cohen, la réforme va créer une différence fondamentale entre les entreprises de plus de 50 salariés, où les syndicats continueront de pouvoir jouer un rôle important, et celles de moins de 50 salariés, où le rôle du syndicat devient mineur. Il s'interroge sur la validité constitutionnelle d'une telle différence de traitement.

### Égalité femmes-hommes
Un collectif féministe estime que la loi aura un impact négatif sur l'égalité femmes-hommes pour les raisons suivantes :
- l'ouverture à la remise en cause par accord d'entreprise d'un certain nombre d'acquis sociaux concernant la famille et actuellement fixés par convention collective :
  - congé pour enfant malade, « pris en immense majorité par les femmes »
  - congé maternité au-delà du délai minimum légal et avec une rémunération à 100%
  - allègement du temps de travail des femmes enceintes
- la possibilité de demander aux salariés par accord d'entreprise une plus grande flexibilité en termes de mobilité géographique, d'horaires, de temps de travail ou de baisse de salaire ; le collectif estime que cette mesure pénalisera davantage les femmes, « plus souvent à temps partiels, plus souvent précaires, à la tête de familles monoparentales et prenant en charge une immense partie des tâches parentales »
- l'affaiblissement des outils de l'égalité professionnelle en entreprise, dû à :
  - la possibilité de remise en cause par accord d'entreprise des mesures suivantes :
    - négociation annuelle « égalité professionnelle qualité de vie au travail » (possibilité de passer d'une négociation annuelle à une négociation quadriennale, voire de ne pas négocier du tout)
    - obligation faite à l’entreprise de fournir des données sur les inégalités professionnelles femmes-hommes telle que fixée par la loi Roudy (possibilité de choisir les données à transmettre, voire de ne pas en transmettre du tout)

  - le changement du financement du droit d’expertise dédié à l’égalité femmes-hommes, tel que fixé par la loi Rebsamen, qui aidait à identifier et comprendre les sources des inégalités (auparavant à charge de l’employeur, désormais être co-financé par le comité d’entreprise, ouvrant la possibilité d'un arbitrage défavorable dans le cas de ressources ne permettant pas de financer toutes les mesures souhaitées).
- une baisse des capacités de prévention des violences sexuelles au travail due à la fusion du CHSCT en une instance aux missions plus larges.

## Sondages
Selon un sondage Odoxa-Dentsu consulting, effectué les 30 et 31 août 2017, 52 % des Français considèrent que la réforme favoriserait l'emploi et l'activité économique des entreprises.
En revanche, selon un sondage Harris Interactive pour RMC et Atlantico, 58 % des Français se disent défavorables à cette réforme (42 % étant favorables). 54 % des sondés estiment en outre qu'elle sera défavorable aux salariés (contre 46 % pensant le contraire).

## Recours
Le 9 août 2017, des députés des groupes France Insoumise, Gauche démocratique et républicaine et Nouvelle Gauche ont déposé  un recours devant le Conseil Constitutionnel, estimant que cette loi « méconnaît l'exigence de précision des finalités de l'habilitation qui découle de l'article 38 de la Constitution, ».
Le 7 septembre, le Conseil constitutionnel valide la loi d'habilitation à prendre par ordonnances les mesures pour le renforcement du dialogue social dans sa totalité.

## Conséquences et mise en œuvre de la réforme
Dès janvier 2018, les groupes Pimkie et Groupe PSA négocient des ruptures conventionnelles collectives.
Ces ordonnances ont entraîné une diminution du nombre des représentants des salariés et du temps de représentation des travailleurs (jusqu’à 30 % ou 40 % de moins dans la plupart des entreprises). Le rôle des syndicats dans les entreprises a été amoindri, en particulier dans les petites entreprises.
Selon le quatrième rapport du comité de suivi des ordonnances travail, rendu en décembre 2021, celles-ci « n’ont pas, par miracle et à elles seules, créé la dynamique d’un dialogue social qui souffrait déjà en amont de bien des maux que le statu quo ne pouvait qu’empirer ». Le rapport précise : « L’empilement des prérogatives et la complexité des problèmes à traiter rendent de plus en plus compliquée la mission des élus, ne facilitent pas le travail des directions attachées à faire vivre le dialogue social et poussent au formalisme le travail des instances de représentation et à l’inefficacité un dialogue social qui s’éloigne des salariés ».

## Documents de référence
- Loi no 2017-1340 du 15 septembre 2017 d'habilitation à prendre par ordonnances les mesures pour le renforcement du dialogue social
  - Ordonnance no 2017-1385 du 22 septembre 2017 relative au renforcement de la négociation collective
  - Ordonnance no 2017-1386 du 22 septembre 2017 relative à la nouvelle organisation du dialogue social et économique dans l’entreprise et favorisant l’exercice et la valorisation des responsabilités syndicales
  - Ordonnance no 2017-1387 du 22 septembre 2017 relative à la prévisibilité et la sécurisation des relations de travail
  - Ordonnance no 2017-1388 du 22 septembre 2017 portant diverses mesures relatives au cadre de la négociation collective
  - Ordonnance no 2017-1389 du 22 septembre 2017 relative à la prévention et à la prise en compte des effets de l'exposition à certains facteurs de risques professionnels et au compte professionnel de prévention
- Loi no 2018-217 du 29 mars 2018 ratifiant diverses ordonnances prises sur le fondement de la loi no 2017-1340 du 15 septembre 2017 d'habilitation à prendre par ordonnances les mesures pour le renforcement du dialogue social